# Garrulaxe bicolore
Garrulax bicolor
Espèce
Statut de conservation UICN

 EN A2cd+3cd+4cd : En danger
Le Garrulaxe bicolore (Garrulax bicolor) est une espèce de passereaux de la famille des Leiothrichidae. Jusqu'en 2006, il était considéré comme une sous-espèce du Garrulaxe à huppe blanche (Garrulax leucolophus).

## Répartition
Il est endémique à la forêt de l'île de Sumatra où il est menacé par le trafic d'oiseaux (C'est un oiseau de cage prisé en Asie car son chant est très mélodieux : Il est donc capturé en masse) et par la régression de son habitat naturel due à l'urbanisation. On ne peut apercevoir cet oiseau chanteur que dans le parc national de Kerinici Seblat.